# Hermann Josef Real
Hermann Josef Real (* 21. Juli 1938 in Neubeckum) ist ein deutscher Anglist und Hochschullehrer.

## Leben und Wirken
Herman Josef Real studierte Anglistik und Lateinische Philologie. Nach seinem ersten Staatsexamen für den höheren Schuldienst 1964 promovierte er 1968 an der Universität Münster. An dieser Universität war er seit 1965 tätig, zunächst als wissenschaftlicher Assistent bzw. Lektor (1965 bis 1970), dann als Akademischer Rat bzw. Oberrat (1970 bis 1976). Im Jahre 1976 habilitierte er sich und wurde 1981 Professor für Anglistik an der Universität Münster. 2003 ging er in den Ruhestand.
Real ist ein Experte vor allem zu Jonathan Swift und seinem Werk. Die meisten seiner zahlreichen Veröffentlichungen beschäftigen sich mit ihm.

## Veröffentlichungen (Auswahl)
- Untersuchungen zur Lukrez-Übersetzung von Thomas Creech (= Linguistica et litteraria, Bd. 9). Gehlen, Bad Homburg v. d. H. 1970 (= Dissertation Universität Münster).
- Jonathan Swift, The Battle of the Books. Eine historisch-kritische Ausgabe mit literarhistorischer Einleitung und Kommentar (= Quellen und Forschungen zur Sprach- und Kulturgeschichte der germanischen Völker, N.F., Bd. 71). de Gruyter, Berlin 1978, ISBN 3-11-006985-7 (= Habilitationsschrift Universität Münster).
- (mit Heinz J. Vienken): Jonathan Swift: Gulliver's travels (= Text und Geschichte. Modellanalysen zur englischen und amerikanischen Literatur, Bd. 9). Fink, München 1984, ISBN 3-7705-2209-5.
- (Hrsg., mit Heinz J. Vienken): Proceedings of the first Münster symposium on Jonathan Swift. Fink, München 1985, ISBN 3-7705-2300-8.
- (Übers. u. Hrsg., mit Heinz J. Vienken): Jonathan Swift / Gullivers Reisen. Reclam, Stuttgart 1987 (neueste Ausg. 2024), ISBN 978-3-15-020667-6.
- (Hrsg., mit John Irwin Fisher u. James Woolley): Swift and his contexts (= AMS studies in the eighteenth century, Bd. 14). AMS Press, New York 1989, ISBN 0-404-63514-8.
- (Hrsg.): Teaching satire. Dryden to Pope (= Forum Anglistik, N.F., Bd. 12). Winter, Heidelberg 1992, ISBN 3-533-04573-0.
- (Hrsg.): Reading Swift. Papers from the Third Münster Symposium on Jonathan Swift. Fink, München 1998, ISBN 3-7705-3298-8.
- (Hrsg.): Reading Swift. Papers from the Fourth Münster Symposium on Jonathan Swift. Fink, München 2003, ISBN 3-7705-3677-0.
- (Hrsg.): The reception of Jonathan Swift in Europe. Thoemmes, London 2005, ISBN 0-8264-6847-0.
- (Hrsg.): Reading Swift. Papers from the Fifth Münster Symposium on Jonathan Swift. Fink, München 2008, ISBN 3-7705-4402-1.
- (Mithrsg.): Reading Swift. Papers from the Sixth Münster Symposium on Jonathan Swift. Fink, München 2013, ISBN 3-7705-5430-2.
- (Mithrsg.): Reading Swift. Papers from the seventh Münster Symposium on Jonathan Swift. Fink, Paderborn 2019, ISBN 978-3-7705-6397-5.

Außerdem weitere Aufsätze in Fachzeitschriften und Sammelbänden.
Festschriften
- Rudolf Freiburg (Hrsg.): Swift: the enigmatic Dean. Festschrift for Hermann Josef Real (= Studies in English and comparative literature, Bd. 12). Stauffenburg-Verlag, Tübingen 1998, ISBN 3-86057-312-8.
- Kirsten Juhas (Hrsg.): „The first wit of the age“. Essays on Swift and his contemporaries in honour of Hermann J. Real. Lang, Frankfurt/M. 2013, ISBN 978-3-631-63814-9.